# Team Sleep
Team Sleep is een vijfkoppige Amerikaanse band uit Sacramento (Californië). Het wordt gezien als een experimenteel sideproject van de zanger en gitarist van de Deftones, Chino Moreno. De band maakt een mengeling van alternatieve rock, ambient/triphop en akoestische muziek. Het kent een dromerige en melancholieke sfeer.  

## Bandleden
- Chino Moreno - zanger-gitarist
- Todd Wilkinson - gitarist
- Rick Verret - basgitarist
- Zach Hill - drummer
- DJ Crook - dj

## Discografie
- 2005 - Team Sleep:

1. Ataraxia (3:08)
2. Ever (2:51)
3. Your Skull is Red (3:41)
4. Princeton Review (4:55)
5. Blvd Nights (3:08)
6. Delorian (1:34)
7. Our Ride To The Rectory (4:40)
8. Tomb of Liegia (4:56)
9. Elizabeth (3:47)
10. Staring At The Queen (3:05)
11. Ever Since WW1 (3:30)
12. King Diamond (3:45)
13. Live From The Stage (5:29)
14. Paris Arm (1:43)
15. 11 11 (3:18)

- 2015 - Woodstock Sessions, Vol. 4

1. Your Skull is Red (Live) - 5:42
2. Formant (Live) - 4:25
3. Ever (Foreign Flag) [Live] - 4:30
4. No (Live) - 1:12
5. O.P. (Live) - 4:25
6. Princeton Review (Live) - 5:11
7. Blvd. Nights (Live) - 3:17
8. Death by Plane (Live) - 1:17
9. Live from the Stage (Live) - 8:09